# アリエテ2057
『アリエテ2057』は、五十嵐浩一による日本の漫画作品。『漫画アクション』（双葉社）において、2010年3月2日号から2012年1月10日号まで連載されていた。

## 概要
国連による第三次調査隊「デ・クエヤル」以下四隻が西暦2039年に全滅して以来20年の間、国連木星派遣軍UNFIJは20年来に渡って正体不明の外宇宙からの「敵」と激烈な戦闘を繰り広げている。そこに新兵として派遣されてきた士官候補生エルナンデスとソリアーノ、そして下士官のアギエラは命知らずの体当たり戦隊「アリエテ」に配属される。そこで彼らは想像を絶する悲惨な戦闘を体験することとなる。
「敵」は殺戮した地球人のDNAから再構築した脳神経を戦闘機などの制御に利用している痕跡がある。また地球人も「再定住者」と呼ばれるクローン兵士を利用している。

## 登場人物

### 主人公とそれにまつわる人々
エルナンデス
主人公。見習い士官としてアリエテ中隊に配属されロイの配下で小隊長としてソリアーノとアギエラを率い戦うこととなる。元来は臆病な性格で奨学金目当てに軍に応募したのだが苛烈な戦場の現実にいやおうなく軍人として立ち向かうこととなる。
フランカ・ソリアーノ
ヒロイン。エルナンデスと同じく見習い士官としてアリエテ中隊に配属される。パイロットしての技術もメンタルの強さもエルナンデス以上だが異星人との遭遇でパニックに陥り小隊長には選ばれなかった。異星人とのファースト・コンタクトで全滅した第三次国連木星開拓団唯一の生き残りである。
アギエラ
アリエテ中隊に配属された新人下士官。階級は曹長。エルナンデスとは階級が違うが悪友として付き合うことになる。
ロイ
アリエテ中隊長。階級は中尉。何回もの「蘇生」を繰り返し受けている模様で「リセッツラー(再定住者)」と呼ばれている。
永山(ナーガ)
WHOから派遣の医師。ソリアーノのPTSD治療に取り組もうとするが・・・
女提督
国連木星派遣軍の指揮官。巡洋戦艦チェラブに座乗し艦隊を指揮する女丈夫である。作中では名は明示されない。
オクセルスターン
巡洋戦艦チェラブ艦長。イオ司令のヴェスバジアンのかつての同様で第三次開拓団のSOSに機長としてかけつけた。
デミチェリス
アリエテ中隊の母艦「ビーアマス」の艦長。戦死した部下を忘れないため再生手術を受けず20年前の人工眼を使っている。作中では明示はされていないがオクセルターンやヴェスバジアンと同じく第三次開拓団のSOSに最初にかけつけた貨物船のクルーと容姿から推察される。
ヴェスバジアン
イオ基地司令官。輜重任務専門で戦闘には疎いので歩兵からは馬鹿にされているが機甲猟兵からはどんな軍需品でも調達してくると頼りにされている。20年前は補給線のパイロットで第三次開拓団の受難を最初に発見した
チャンダニ
陸戦隊の女兵士。階級は伍長（のちに軍曹）。
ゴンチャロフ
チャンダニの部下。上等兵。
シゲ
無人監視衛星KI478Jのメンテナンスのために送り込まれた民間技術者。
ヴァイオラ
イオ基地の地下6階ロアータウンにある非合法酒場の娼婦。
デルガド
イオ基地ロアータウンの非合法酒場の元締め。ヴァイオラの情夫。
エリク・ヨハンセン
ソリアーノの幼馴染、第三次国連木星開拓団の全滅時に4歳で死亡するが後に「敵」との交戦でDNAが発見される。
エロディー
第三次国連木星開拓団の宇宙船の保安士官。ソリアーノたちを守って死亡。後に「敵」との交戦でDNAが発見される。

## 設定

### 登場メカ
F207改
国連宇宙軍の戦闘機。通称「バッテリーラム(BR)」。操縦性や武装、燃費には難があるが最大の利点は速度と「シェル」と呼ばれる前面装甲を利用した「衝角攻撃」（ラムアタック）である。アリエテ中隊の主力装備、武装に50ミリ徹甲弾、カタパルト射出可能。
チェラブ
巡洋戦艦。国連木星派遣軍旗艦。
ビーアマス
強襲艦。アリエテ中隊の母艦。装甲は強力で常に敵との前線にたつ。トラクタービームを利用して敵艦を拘束しエネルギー収束弾を撃ちこむことができる。
クリチェフスカヤ
空母。アリエテ中隊の一部が決戦に備えて配置される。
無人監視衛星KI478J
木星周辺の早期警戒のために国連加盟国が配置している衛星のうちの一つ。日本製。製造メーカーは「KOMATSU」。
サイコグローブ
国連軍情報部やWHOがソリアーノに対して使用し深層心理を分析する。

## 書誌情報
- 五十嵐浩一 『アリエテ2057』 双葉社〈アクションコミックス〉、全2巻
  - 上巻 2012年2月28日発行、ISBN 978-4-5758-4035-3
  - 下巻 2012年2月28日発行、ISBN 978-4-5758-4036-0